# Premio Kobe Bryant al MVP del All-Star Game de la NBA
El Premio Kobe Bryant al MVP del All-Star Game de la NBA (NBA All-Star Game Kobe Bryant Most Valuable Player Award) es un premio otorgado por la NBA al jugador más valioso del All-Star Game, siendo instituido en el All-Star Game de la NBA 1953. En ese momento la liga también honró de forma retroactiva a los jugadores de los dos previos All-Star Games, siendo Ed Macauley y Paul Arizin reconocidos como MVP's de 1951 y 1952 respectivamente.
Durante la edición del All-Star de 2020 (del 14 al 16 de febrero), la NBA anunció el renombramiento del galardón a "Premio Kobe Bryant al MVP del All-Star Game de la NBA" en honor al baloncestista Kobe Bryant, fallecido en accidente de helicóptero el 26 de enero de ese mismo año, a los 41 años.
La votación se realiza por un grupo de periodistas de medios de comunicación, quienes emiten su voto una vez finalizado el partido, siendo el jugador con mayor número de votos quien recibe el premio.
El All-Star de 1999 fue cancelado debido al cierre patronal de la liga.
Bob Pettit y Kobe Bryant son los únicos jugadores que han ganado el premio en cuatro ocasiones; Oscar Robertson, Michael Jordan, Shaquille O'Neal y LeBron James lo han ganado en tres ocasiones; mientras que Bob Cousy, Julius Erving, Isiah Thomas, Magic Johnson, Karl Malone, Allen Iverson, Russell Westbrook y Kevin Durant en dos ocasiones. LeBron James se convirtió en 2006 en el jugador más joven en ganar el premio a la edad de 21 años.
En cuatro partidos ha habido doble ganador: Bob Pettit y Elgin Baylor en 1959, Karl Malone y John Stockton en 1993, Shaquille O'Neal y Tim Duncan en 2000, y Kobe Bryant y Shaquille O'Neal en 2009. O'Neal es el único jugador en compartir dos MVP.
Los jugadores Bob Pettit (en 1958 y 1959) y Russell Westbrook (en 2015 y 2016) han sido ganadores de forma consecutivo del premio MVP del All-Star Game, aunque Pettit tuvo que compartir su segundo galardón de 1959 con Elgin Baylor.
Tim Duncan, nacido en las Islas Vírgenes de los Estados Unidos, era el único ganador no nacido en Estados Unidos en obtener el premio, aunque posee la nacionalidad estadounidense, pero es considerado jugador "internacional" por la NBA debido a que no ha nacido en ninguno de los 50 estados de los Estados Unidos ni en Washington D. C. En la edición de 2021, Giannis Antetokounmpo de Grecia, se convirtió en el primer no estadounidense en recibir el premio.
Los Angeles Lakers cuentan con once ganadores del premio en su haber, dos más que Boston Celtics, y este último equipo tiene más jugadores diferentes ganadores del premio, con 8, mientras que de Lakers lo han obtenido 6 jugadores diferentes.

## Ganadores

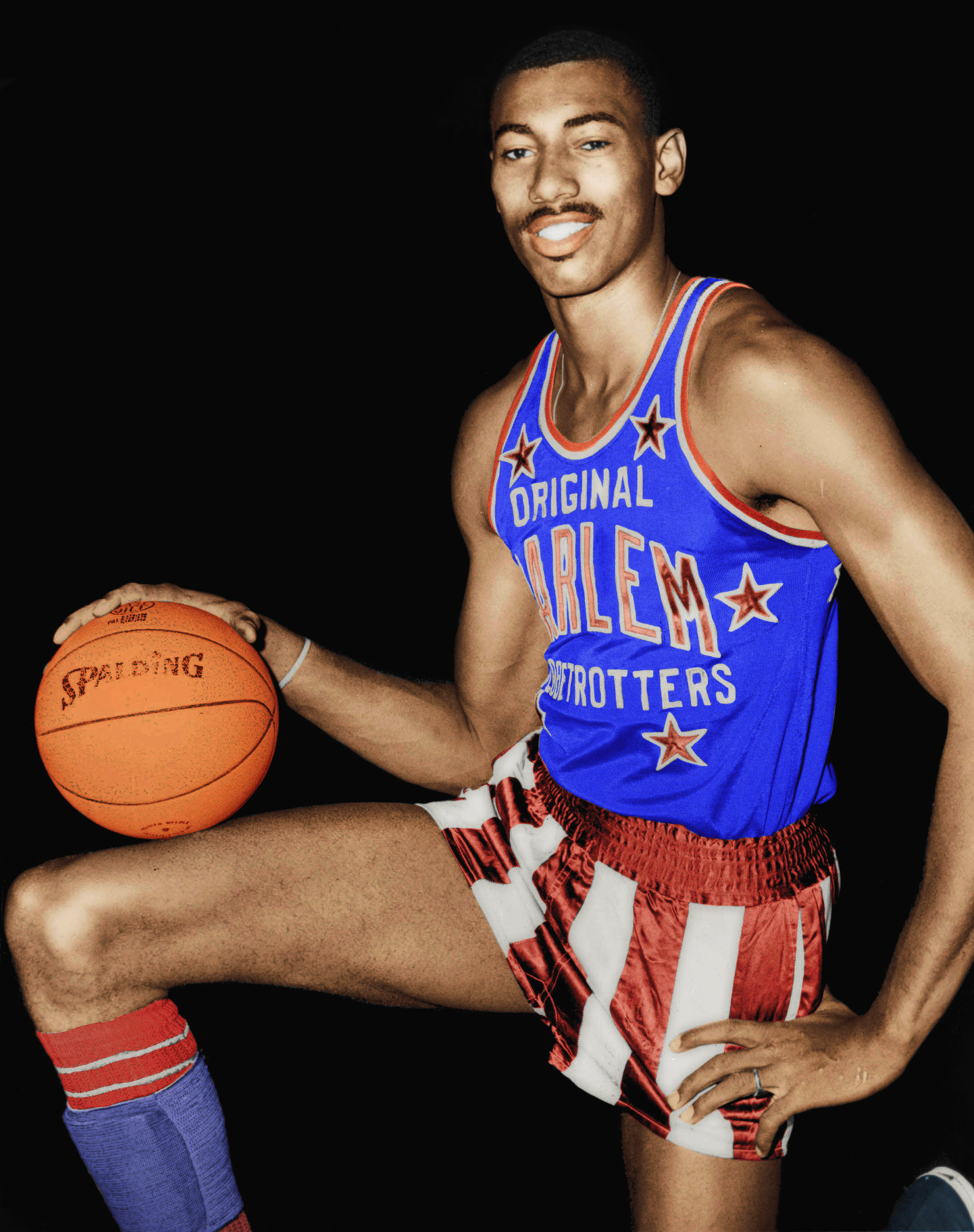
Wilt Chamberlain ganó el premio en 1960.

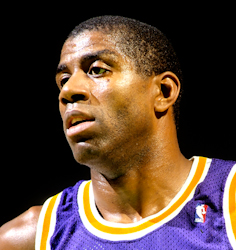
Magic Johnson ganó el premio en dos ocasiones.

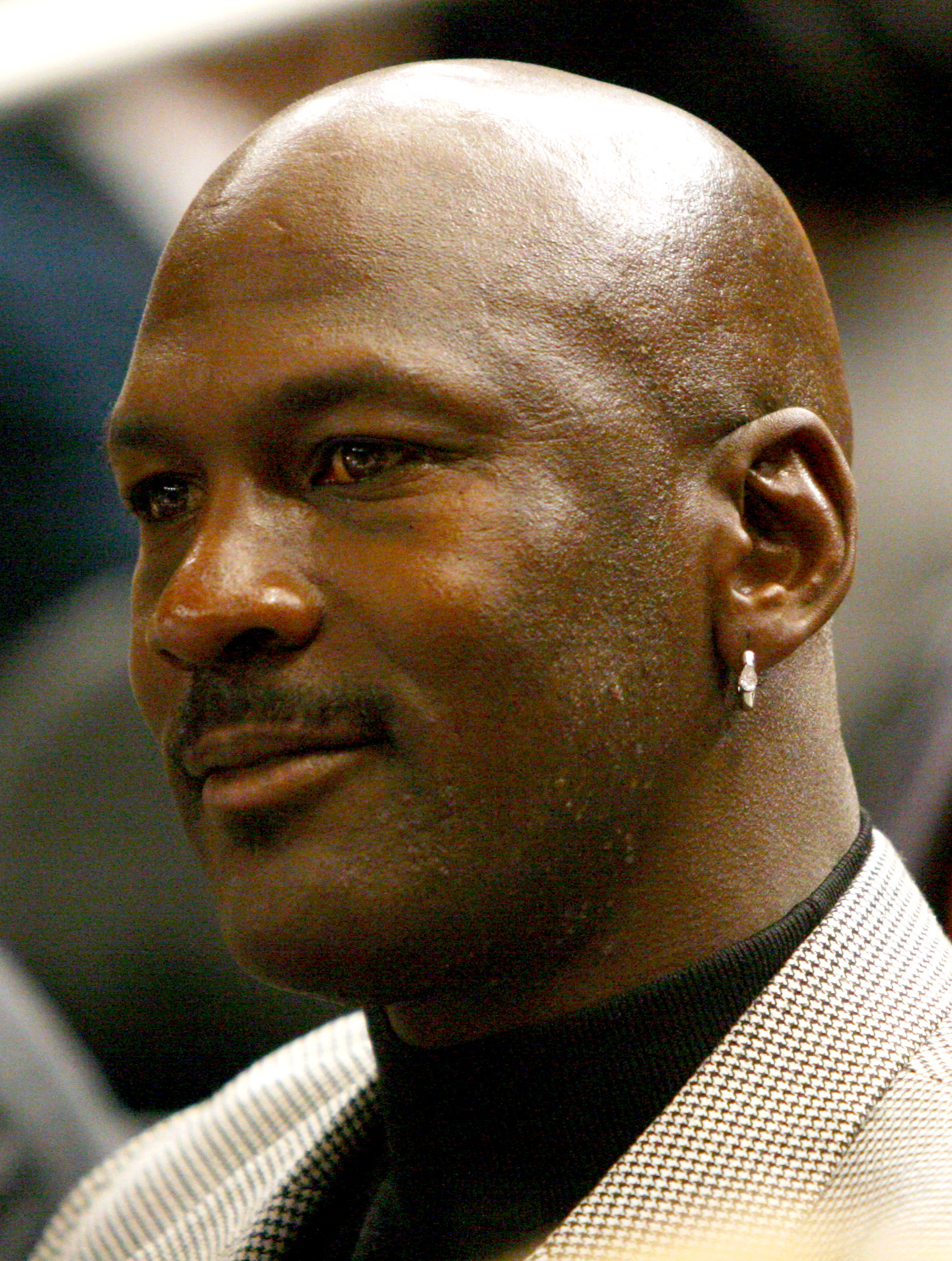
Michael Jordan ganó el premio en tres ocasiones.

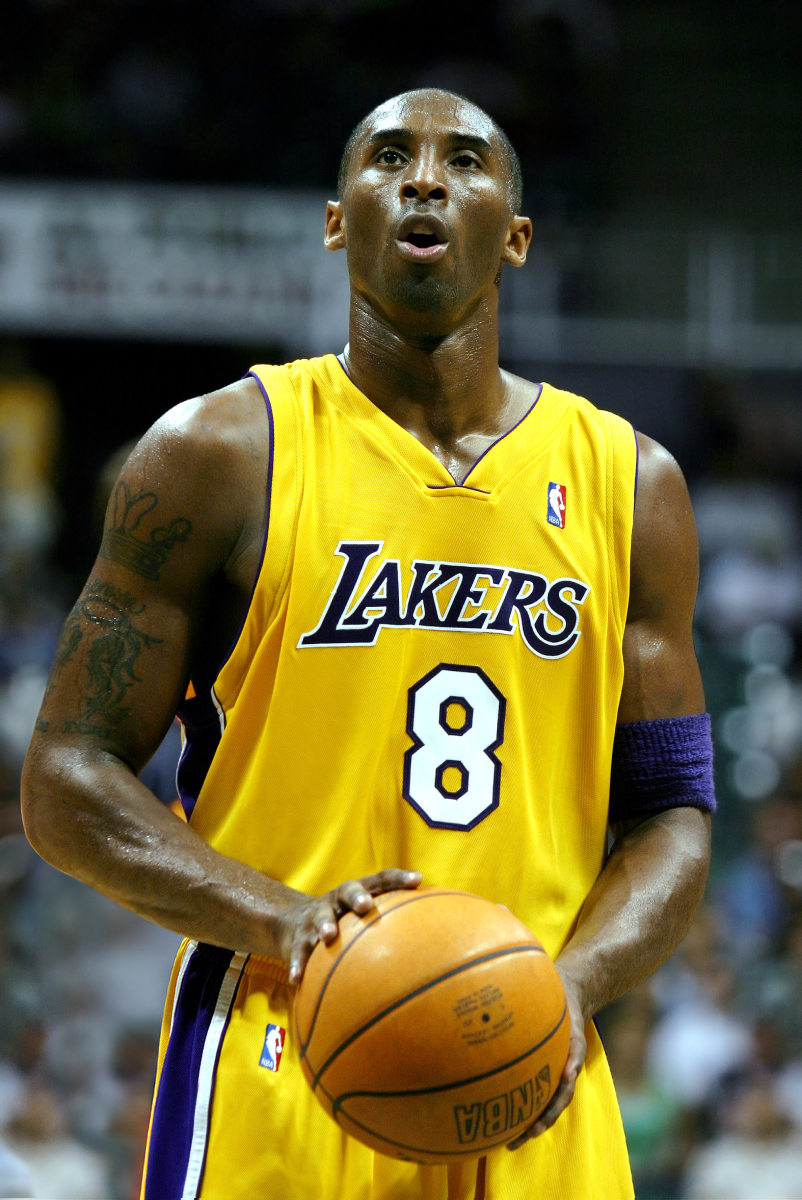
Kobe Bryant ganó el premio en 2003, 2007, 2009 y 2011.

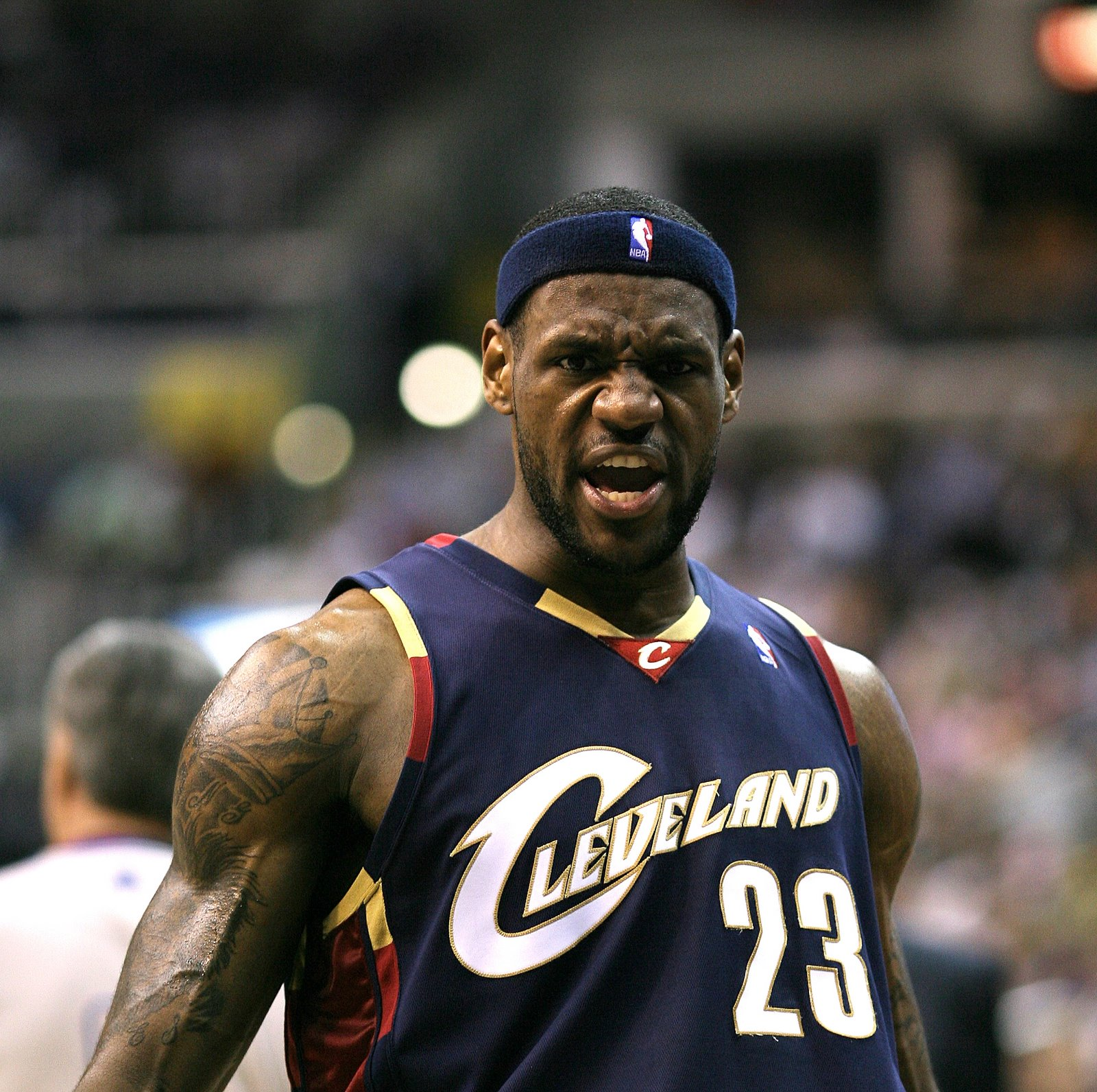
LeBron James ganó el premio en 2006, 2008 y 2018.

|             | Jugador en activo en la NBA                                                 |
|             | Elegido en el Basketball Hall of Fame                                       |
| Jugador (X) | Denota las veces que el jugador ha sido galardonado con el MVP del All-Star |

| Año                                                                     | Jugador               | Nacionalidad   | Equipo                     |
| ----------------------------------------------------------------------- | --------------------- | -------------- | -------------------------- |
| 1951                                                                    | Ed Macauley           | Estados Unidos | Boston Celtics (1)         |
| 1952                                                                    | Paul Arizin           | Estados Unidos | Philadelphia Warriors (1)  |
| 1953                                                                    | George Mikan          | Estados Unidos | Minneapolis Lakers (1)     |
| 1954                                                                    | Bob Cousy (1)         | Estados Unidos | Boston Celtics (2)         |
| 1955                                                                    | Bill Sharman          | Estados Unidos | Boston Celtics (3)         |
| 1956                                                                    | Bob Pettit (1)        | Estados Unidos | St. Louis Hawks (1)        |
| 1957                                                                    | Bob Cousy (2)         | Estados Unidos | Boston Celtics (4)         |
| 1958                                                                    | Bob Pettit (2)        | Estados Unidos | St. Louis Hawks (2)        |
| 1959                                                                    | Elgin Baylor          | Estados Unidos | Minneapolis Lakers (2)     |
| 1959                                                                    | Bob Pettit (3)        | Estados Unidos | St. Louis Hawks (3)        |
| 1960                                                                    | Wilt Chamberlain      | Estados Unidos | Philadelphia Warriors (2)  |
| 1961                                                                    | Oscar Robertson (1)   | Estados Unidos | Cincinnati Royals (1)      |
| 1962                                                                    | Bob Pettit (4)        | Estados Unidos | St. Louis Hawks (4)        |
| 1963                                                                    | Bill Russell          | Estados Unidos | Boston Celtics (5)         |
| 1964                                                                    | Oscar Robertson (2)   | Estados Unidos | Cincinnati Royals (2)      |
| 1965                                                                    | Jerry Lucas           | Estados Unidos | Cincinnati Royals (3)      |
| 1966                                                                    | Adrian Smith          | Estados Unidos | Cincinnati Royals (4)      |
| 1967                                                                    | Rick Barry            | Estados Unidos | San Francisco Warriors (3) |
| 1968                                                                    | Hal Greer             | Estados Unidos | Philadelphia 76ers (1)     |
| 1969                                                                    | Oscar Robertson (3)   | Estados Unidos | Cincinnati Royals (5)      |
| 1970                                                                    | Willis Reed           | Estados Unidos | New York Knicks (1)        |
| 1971                                                                    | Lenny Wilkens         | Estados Unidos | Seattle SuperSonics (1)    |
| 1972                                                                    | Jerry West            | Estados Unidos | Los Angeles Lakers (3)     |
| 1973                                                                    | Dave Cowens           | Estados Unidos | Boston Celtics (6)         |
| 1974                                                                    | Bob Lanier            | Estados Unidos | Detroit Pistons (1)        |
| 1975                                                                    | Walt Frazier          | Estados Unidos | New York Knicks (2)        |
| 1976                                                                    | Dave Bing             | Estados Unidos | Washington Bullets         |
| 1977                                                                    | Julius Erving (1)     | Estados Unidos | Philadelphia 76ers (2)     |
| 1978                                                                    | Randy Smith           | Estados Unidos | Buffalo Braves (1)         |
| 1979                                                                    | David Thompson        | Estados Unidos | Denver Nuggets             |
| 1980                                                                    | George Gervin         | Estados Unidos | San Antonio Spurs (1)      |
| 1981                                                                    | Nate Archibald        | Estados Unidos | Boston Celtics (7)         |
| 1982                                                                    | Larry Bird            | Estados Unidos | Boston Celtics (8)         |
| 1983                                                                    | Julius Erving (2)     | Estados Unidos | Philadelphia 76ers (3)     |
| 1984                                                                    | Isiah Thomas (1)      | Estados Unidos | Detroit Pistons (2)        |
| 1985                                                                    | Ralph Sampson         | Estados Unidos | Houston Rockets            |
| 1986                                                                    | Isiah Thomas (2)      | Estados Unidos | Detroit Pistons (3)        |
| 1987                                                                    | Tom Chambers          | Estados Unidos | Seattle SuperSonics (2)    |
| 1988                                                                    | Michael Jordan (1)    | Estados Unidos | Chicago Bulls (1)          |
| 1989                                                                    | Karl Malone (1)       | Estados Unidos | Utah Jazz (1)              |
| 1990                                                                    | Magic Johnson (1)     | Estados Unidos | Los Angeles Lakers (4)     |
| 1991                                                                    | Charles Barkley       | Estados Unidos | Philadelphia 76ers (4)     |
| 1992                                                                    | Magic Johnson (2)     | Estados Unidos | Los Angeles Lakers (5)     |
| 1993                                                                    | John Stockton         | Estados Unidos | Utah Jazz (2)              |
| 1993                                                                    | Karl Malone (2)       | Estados Unidos | Utah Jazz (3)              |
| 1994                                                                    | Scottie Pippen        | Estados Unidos | Chicago Bulls (2)          |
| 1995                                                                    | Mitch Richmond        | Estados Unidos | Sacramento Kings (6)       |
| 1996                                                                    | Michael Jordan (2)    | Estados Unidos | Chicago Bulls (3)          |
| 1997                                                                    | Glen Rice             | Estados Unidos | Charlotte Hornets          |
| 1998                                                                    | Michael Jordan (3)    | Estados Unidos | Chicago Bulls (4)          |
| El All-Star de 1999 fue cancelado debido al cierre patronal de la liga. |                       |                |                            |
| 2000                                                                    | Shaquille O'Neal (1)  | Estados Unidos | Los Angeles Lakers (6)     |
| 2000                                                                    | Tim Duncan            | Estados Unidos | San Antonio Spurs (2)      |
| 2001                                                                    | Allen Iverson (1)     | Estados Unidos | Philadelphia 76ers (5)     |
| 2002                                                                    | Kobe Bryant (1)       | Estados Unidos | Los Angeles Lakers (7)     |
| 2003                                                                    | Kevin Garnett         | Estados Unidos | Minnesota Timberwolves     |
| 2004                                                                    | Shaquille O'Neal (2)  | Estados Unidos | Los Angeles Lakers (8)     |
| 2005                                                                    | Allen Iverson (2)     | Estados Unidos | Philadelphia 76ers (6)     |
| 2006                                                                    | LeBron James (1)      | Estados Unidos | Cleveland Cavaliers (1)    |
| 2007                                                                    | Kobe Bryant (2)       | Estados Unidos | Los Angeles Lakers (9)     |
| 2008                                                                    | LeBron James (2)      | Estados Unidos | Cleveland Cavaliers (2)    |
| 2009                                                                    | Shaquille O'Neal (3)  | Estados Unidos | Phoenix Suns               |
| 2009                                                                    | Kobe Bryant (3)       | Estados Unidos | Los Angeles Lakers (10)    |
| 2010                                                                    | Dwyane Wade           | Estados Unidos | Miami Heat                 |
| 2011                                                                    | Kobe Bryant (4)       | Estados Unidos | Los Angeles Lakers (11)    |
| 2012                                                                    | Kevin Durant (1)      | Estados Unidos | Oklahoma City Thunder (3)  |
| 2013                                                                    | Chris Paul            | Estados Unidos | Los Angeles Clippers (2)   |
| 2014                                                                    | Kyrie Irving          | Estados Unidos | Cleveland Cavaliers (3)    |
| 2015                                                                    | Russell Westbrook (1) | Estados Unidos | Oklahoma City Thunder (4)  |
| 2016                                                                    | Russell Westbrook (2) | Estados Unidos | Oklahoma City Thunder (5)  |
| 2017                                                                    | Anthony Davis         | Estados Unidos | New Orleans Pelicans       |
| 2018                                                                    | LeBron James (3)      | Estados Unidos | Cleveland Cavaliers (4)    |
| 2019                                                                    | Kevin Durant (2)      | Estados Unidos | Golden State Warriors (4)  |
| 2020                                                                    | Kawhi Leonard         | Estados Unidos | Los Angeles Clippers (3)   |
| 2021                                                                    | Giannis Antetokounmpo | Grecia         | Milwaukee Bucks (1)        |
| 2022                                                                    | Stephen Curry (1)     | Estados Unidos | Golden State Warriors (5)  |
| 2023                                                                    | Jayson Tatum          | Estados Unidos | Boston Celtics (9)         |
| 2024                                                                    | Damian Lillard        | Estados Unidos | Milwaukee Bucks (2)        |
| 2025                                                                    | Stephen Curry (2)     | Estados Unidos | Golden State Warriors (6)  |

1. ↑  Aunque Tim Duncan es ciudadano de Estados Unidos por nacimiento, como todos los nativos de las Islas Vírgenes de los Estados Unidos, no los representa internacionalmente.

## Jugadores con más premios
| N.º               | Jugador          |
| ----------------- | ---------------- |
| 4                 | Bob Pettit       |
| 4                 | Kobe Bryant      |
| 3                 | Michael Jordan   |
| 3                 | Oscar Robertson  |
| 3                 | LeBron James     |
| 3                 | Shaquille O'Neal |
| 2                 |                  |
| Bob Cousy         |                  |
| Julius Erving     |                  |
| Allen Iverson     |                  |
| Magic Johnson     |                  |
| Karl Malone       |                  |
| Isiah Thomas      |                  |
| Russell Westbrook |                  |
| Kevin Durant      |                  |
| Stephen Curry     |                  |

- Los jugadores en negrita están todavía activos

## Equipos con jugadores designados MVP del All-Star
| N.º | Equipo                                                                               | Jugadores |
| --- | ------------------------------------------------------------------------------------ | --- |
| 11  | Los Angeles Lakers (9) // Minneapolis Lakers (2)                                     | George Mikan, Elgin Baylor, Jerry West, Magic Johnson (2), Shaquille O'Neal (2), Kobe Bryant (4)              |
| 9   | Boston Celtics                                                                       | Ed Macauley, Bob Cousy (2), Bill Sharman, Bill Russell, Dave Cowens, Nate Archibald, Larry Bird, Jayson Tatum |
| 6   | Philadelphia 76ers                                                                   | Hal Greer, Julius Erving (2), Charles Barkley, Allen Iverson (2)                                              |
| 6   | Sacramento Kings (1) // Cincinnati Royals (5)                                        | Oscar Robertson (3), Jerry Lucas, Adrian Smith, Mitch Richmond                                                |
| 6   | Golden State Warriors (3) // Philadelphia Warriors (2) // San Francisco Warriors (1) | Paul Arizin, Wilt Chamberlain, Rick Barry, Kevin Durant, Stephen Curry (2)                                    |
| 5   | Oklahoma City Thunder (3) // Seattle SuperSonics (2)                                 | Lenny Wilkens, Tom Chambers, Kevin Durant, Russell Westbrook (2)                                              |
| 4   | Chicago Bulls                                                                        | Michael Jordan (3), Scottie Pippen                                                                            |
| 4   | Atlanta Hawks (0) // St. Louis Hawks (4)                                             | Bob Pettit (4)                                                                                                |
| 4   | Cleveland Cavaliers                                                                  | LeBron James (3), Kyrie Irving                                                                                |
| 3   | Detroit Pistons                                                                      | Bob Lanier, Isiah Thomas (2)                                                                                  |
| 3   | Utah Jazz                                                                            | Karl Malone (2), John Stockton                                                                                |
| 3   | Los Angeles Clippers (2) // Buffalo Braves (1)                                       | Randy Smith, Chris Paul, Kawhi Leonard                                                                        |
| 2   | San Antonio Spurs                                                                    | George Gervin, Tim Duncan                                                                                     |
| 2   | New York Knicks                                                                      | Willis Reed, Walt Frazier                                                                                     |
| 2   | Milwaukee Bucks                                                                      | Giannis Antetokounmpo, Damian Lillard                                                                         |
| 1   | Washington Wizards (antes Washington Bullets)                                        | Dave Bing |
| 1   | Denver Nuggets                                                                       | David Thompson                                                                                                |
| 1   | Houston Rockets                                                                      | Ralph Sampson                                                                                                 |
| 1   | Charlotte Hornets                                                                    | Glen Rice |
| 1   | Minnesota Timberwolves                                                               | Kevin Garnett                                                                                                 |
| 1   | Phoenix Suns                                                                         | Shaquille O'Neal                                                                                              |
| 1   | Miami Heat                                                                           | Dwyane Wade                                                                                                   |
| 1   | New Orleans Pelicans                                                                 | Anthony Davis                                                                                                 |

Siete equipos actuales no han tenido nunca un jugador designado MVP del All-Star Game de la NBA: Indiana Pacers, Brooklyn Nets, Dallas Mavericks, Portland Trail Blazers, Memphis Grizzlies, Toronto Raptors y Orlando Magic.